# Оксбоу-Естейтс (Аризона)
Оксбоу-Естейтс (англ. Oxbow Estates) — переписна місцевість (CDP) в США, в окрузі Гіла штату Аризона. Населення — 198 осіб (2020).

## Географія
Оксбоу-Естейтс розташований за координатами 34°10′49″ пн. ш. 111°20′35″ зх. д. / 34.18028° пн. ш. 111.34306° зх. д. (34.180324, -111.343002).  За даними Бюро перепису населення США в 2010 році переписна місцевість мала площу 1,27 км², з яких 1,27 км² — суходіл та 0,00 км² — водойми.

## Демографія
Згідно з переписом 2010 року, у переписній місцевості мешкало 217 осіб у 108 домогосподарствах у складі 55 родин. Густота населення становила 171 особа/км².  Було 141 помешкання (111/км²).
Расовий склад населення:
| - 97,2 % — білих - 1,8 % — осіб інших рас |

До двох чи більше рас належало 0,9 %. Частка іспаномовних становила 9,7 % від усіх жителів.
За віковим діапазоном населення розподілялося таким чином: 21,2 % — особи молодші 18 років, 54,8 % — особи у віці 18—64 років, 24,0 % — особи у віці 65 років та старші. Медіана віку мешканця становила 50,5 року. На 100 осіб жіночої статі у переписній місцевості припадало 95,5 чоловіків;  на 100 жінок у віці від 18 років та старших — 103,6 чоловіків також старших 18 років.
Цивільне працевлаштоване населення становило 70 осіб. Основні галузі зайнятості: фінанси, страхування та нерухомість — 37,1 %, будівництво — 30,0 %, роздрібна торгівля — 14,3 %, оптова торгівля — 11,4 %.